# Sybistroma bogoria
Sybistroma bogoria är en tvåvingeart som först beskrevs av Grichanov 2004.  Sybistroma bogoria ingår i släktet Sybistroma och familjen styltflugor.
Artens utbredningsområde är Kenya. Inga underarter finns listade i Catalogue of Life.